# Mike Morasky
Mike Morasky (Detroit, 14 de julho de 1964) é um artista de efeitos visuais, compositor, músico, diretor e programador americano. Ele é mais conhecido por seu trabalho na Valve Corporation compondo as partituras para a trilha sonora de jogos como Team Fortress 2, a série Left 4 Dead, Portal 2, Counter-Strike: Global Offensive e Half-Life: Alyx. Ele também é conhecido por seu trabalho de efeitos visuais nas trilogias O Senhor dos Anéis e Matrix, além de ter fundado as bandas de arte underground Steel Pole Bath Tub, Milk Cult e DUH.

## Biografia
Para a Valve, Morasky compôs a música para Team Fortress 2, Portal (com Kelly Bailey), Left 4 Dead, Left 4 Dead 2 (incluindo compor e tocar guitarra, teclado e baixo para a banda fictícia de hard rock "Midnight Riders"), Portal 2, Counter-Strike: Global Offensive e Half-Life: Alyx.
Ele também trabalhou como artista sênior de efeitos visuais e diretor técnico nas trilogias de filmes O Senhor dos Anéis e Matrix.
Morasky fazia parte da agora extinta banda de hardcore punk/noise rock Steel Pole Bath Tub, que ele fundou em 1986 com Dale Flattum. O SPBT se desfez em 2002.
No site oficial da Valve, sua função foi descrita da seguinte forma:

"A vida e a carreira de Morasky soam muito como uma das colagens de áudio pós-modernas que ele gosta de criar. Guitarrista adolescente em uma banda de bar em Montana; premiado compositor experimental em Tóquio; programador de hardware de áudio no Vale do Silício; roqueiro de arte underground em turnê pelo mundo; animador 3D e diretor para televisão; artista de colagem de áudio eletrônico na França e no Japão; artista de efeitos visuais nas trilogias O Senhor dos Anéis e Matrix; Instrutor de animação de IA em uma faculdade de artes. Hoje em dia, Mike está fazendo uma combinação de todas essas coisas na Valve."

## Filmografia

### Efeitos especiais
- The Lord of the Rings: The Fellowship of the Ring (2001) (diretor técnico principal)[5]
- The Lord of the Rings: The Two Towers (2002) (diretor técnico sênior)[6]
- The Matrix Reloaded (2003) (diretor técnico principal)[7]
- The Matrix Revolutions (2003)[8]
- The Lord of the Rings: The Return of the King (2003) (diretor técnico sênior)[9]
- Mulher-Gato (2004) (supervisor de CG)[10]
- Drawing Restraint 9 (2005) (diretor técnico principal)[11]
- Pirates of the Caribbean: Dead Man's Chest (2006) (artista digital)[12]

## Discografia

### Filmes
- Dopamine (2003) (guitarra)
- One Winter Story (2006)
- I Die Daily: The Making of Matthew Barney's 'Cremaster Cycle' (2007)
- Life in Flight (2008)
- Ayiti Mon Amour (2016)

### Videogames
| Ano  | Notas            | Título                           |
| ---- | ---------------- | -------------------------------- |
| 2007 | —                | Team Fortress 2                  |
| 2007 | Com Kelly Bailey | Portal                           |
| 2008 | —                | Left 4 Dead                      |
| 2009 | —                | Left 4 Dead 2                    |
| 2010 | —                | Alien Swarm                      |
| 2011 | —                | Portal 2                         |
| 2012 | —                | Counter Strike: Global Offensive |
| 2020 | —                | Half-Life: Alyx                  |
| 2022 | —                | Aperture Desk Job                |

### Steel Pole Bath Tub[13]

#### Álbuns
- Butterfly Love (Boner Records, 1989)
- Lurch (Boner Records, 1990)
- Tulip (Boner Records, 1990)
- The Miracle of Sound in Motion (Boner Records, 1993)
- Your Choice Live Series 019 (Your Choice Records, 1993)
- Best of Steel Pole Bathtub (Sento, 1993)
- Scars from Falling Down (Slash/London, 1995)
- Unlistenable (Zero to One, 2002)

#### EPs e singles
- "I Dreamed I Dream"  - Split 7'/10" With Melvins - (Boner/Tupelo, 1989)
- "Arizona Garbage Truck / Voodoo Chile" (Sympathy for the Recording Industry, 1990)
- "European Son / Venus in Furs" (The Communion Label, 1991)
- "We Walk" - Split 7" with Jawbreaker - (Staple Gun Records, 1991)
- "Your Choice Live" - Limited 7" - (Your Choice Records, 1991)
- "Bozeman" (Boner/Tupelo, 1992)
- "Some Cocktail Suggestions EP" (Boner/Tupelo, 1994)
- "Tragedy Ecstasy Doom and So On EP" (Genius Records, 1995)
- "Auf Wiedersehen / Surrender" (Man's Ruin Records, 1995)
- "Twist / Surrender" (Slash Records, 1995)
- "Hey Bo Diddley Live in Tokyo" - Split 7" with Unwound - (Honey Bear Records, 1996)
- "Soul Cannon"  - "Live at Emo's: Volume 2 - #2: This Place Sucks" - Split 7" with "Unsane" / "Gomez" - (No Lie Records, 1997)

#### Compilações
- "Bee Sting" - The Thing That Ate Floyd - (Lookout! Records, 1988)
- "We Walk" - Surprise Your Pig - A Tribute to R.E.M. - (Staple Gun Records, 1992)
- "Chemical Warfare" - Virus 100 - (Alternative Tentacles, 1992)
- "Down All the Days" - The Mission District: 17 Reasons - 7" Box (Mission Merchants, 1992)
- "Kung Fu Love" - Milk for Pussy - (Mad Queen Records, 1993)
- "Froggie Would a Wooing Go" - Power Flush - as "Mud Bath" with Mudwimmin - (Broken Rekids, 1993)
- "The Seventh Hour of the Seventh Day" - Smitten - A Love Song Compilation - (Karate Brand Records, 1994)
- "A Washed Out Monkey Star Halo" - Dope-Guns-'N-Fucking In The Streets Volume Ten - (Amphetamine Reptile Records, 1994)
- "The 500 Club" - CMJ New Music August - Volume 24 - (College Music Journal, 1995)
- "Twist" - Introducing Vol. 2 - (Indigo, 1995)
- "Twist" - London Records (London Records, 1995)
- "The Charm" - Jabberjaw... Pure Sweet Hell - (Mammoth, 1996)
- "The Ghost" - Twisted Willie - (Justice Records, 1996)
- "A Washed Out Monkey Star Halo" - Dope-Guns-'N-Fucking In The Streets Volumes 8-11 - (Amphetamine Reptile Records, 1997)
- "Soul Cannon" - Live at Emo's BOX SET - 7" Box (No Lie Music, 1997)
- "I Dreamed I Dream" - Confuse Yr Idols (A Tribute To Sonic Youth) (Narnack Records, 2004)

### Milk Cult[13]

#### Álbuns
- "Love God" (Boner Records / Tupelo Recording, 1993)
- "Burn or Bury" (Priority Records, 1994)
- "Bruce Lee Marvin Gaye" (ZK Records, 1994)
- "Project M-13" (Zero to One Records, 2000)

#### EPs e singles
- "Mama Paranoia"  - Split 7' With Dosed Bernie - (Box Dog, 1994)

### Tumor Circus[13]

#### Álbuns
- Tumor Circus (Alternative Tentacles, 1991)
- Blowhard (Boner Records, 1991)
- The Unholy Handjob (Alternative Tentacles, 1995)

#### EPs e singles
- "Take Me Back or I'll Drown Our Dog"  - 7'/12" - (Alternative Tentacles, 1991)
- "Meathook Up My Rectum"  - 7' - (Alternative Tentacles, 1991)

#### Compilações
- "Meathook Up My Rectum" - "The Bat is Back" - (Alternative Tentacles, 1992)

### Produtor/Engenheiro[13]
- Jawbreaker - "Chesterfield King" EP (Communion/Tupelo, 1991)
- Jawbreaker - Bivouac (Communion/Tupelo, 1991)
- Warlock Pinchers - Circusized Peanuts (Boner Records, 1991)
- Blister - Glitches (1992) (Executive Producer)
- Tumor Circus - Tumor Circus (Alternative Tentacles, 1991)
- Jello Biafra - I Blow Minds for a Living (Alternative Tentacles, 1991)

## Prêmios
- "Outstanding Achievement in Original Music Composition" - "Portal 2" - Academy of Interactive Arts and Sciences - (2012)
- "Melhor Áudio" - "Portal 2" - Game Developers Choice Award - (2012)
- "Melhor Trilha Sonora Interativa" - "Portal 2" - Game Audio Network Guild - (2012)
- "Melhor Diálogo" - "Portal 2" - Game Audio Network Guild - (2012)
- "Melhor Canção Vocal Original - Pop" - "Portal 2" - Game Audio Network Guild - (2012)
- "Melhor Música de Jogo de 2011" - "Portal 2" - Kotaku - (2012)
- "Melhor Trilha Sonora (Indicação)" - "Portal 2" - X-Play - (2011)
- "Melhor Design de Som (Nomeação)" - "Portal 2" - X-Play - (2011)
- "Outstanding Creative Achievement / Interactive Entertainment Sound Production (Nomination)" - "Portal 2" - TEC Awards - (2012)
- "Melhor Trilha Sonora Original (Indicação)" - "Portal 2" - Spike TV Video Game Awards - (2012)
- "Áudio do Ano (Indicação)" - "Portal 2" - Game Audio Network Guild - (2012)
- "Sound Design of the Year (Nomination)" - "Portal 2" - Game Audio Network Guild - (2012)
- "Melhor Som de Cena Cinematográfica/Cortada (Indicação)" - "Left 4 Dead 2" - Game Audio Network Guild - (2010)
- "Melhor uso de surround multicanal em um jogo (indicação)" - "Left 4 Dead 2" - Game Audio Network Guild - (2010)
- "Melhor Uso do Som" - "Left 4 Dead" - What If Gaming - (2008)